# Brittiska Superbike 2007
Brittiska Superbike 2007 kördes över 26 omgångar. Ryuichi Kyonari blev mästare.

## Delsegrare
| Bana           | Vinnare          | Märke  | Vinnare          | Märke  |
| -------------- | ---------------- | ------ | ---------------- | ------ |
| Brands Hatch   | Gregorio Lavilla | Ducati | Gregorio Lavilla | Ducati |
| Thruxton       | Gregorio Lavilla | Ducati | Gregorio Lavilla | Ducati |
| Silverstone    | Ryuichi Kiyonari | Honda  | Ryuichi Kiyonari | Honda  |
| Oulton Park    | Gregorio Lavilla | Ducati | Ryuichi Kiyonari | Honda  |
| Snetterton     | Ryuichi Kiyonari | Honda  | Ryuichi Kiyonari | Honda  |
| Mondello Park  | Leon Haslam      | Ducati | Jonathan Rea     | Honda  |
| Knockhill      | Jonathan Rea     | Honda  | Jonathan Rea     | Honda  |
| Oulton Park    | Ryuichi Kiyonari | Honda  | Jonathan Rea     | Honda  |
| Mallory Park   | Shane Byrne      | Honda  | Ryuichi Kiyonari | Honda  |
| Croft          | Ryuichi Kiyonari | Honda  | Ryuichi Kiyonari | Honda  |
| Cadwell Park   | Leon Haslam      | Ducati | Jonathan Rea     | Honda  |
| Donington Park | Leon Haslam      | Ducati | Leon Haslam      | Ducati |
| Brands Hatch   | Gregorio Lavilla | Ducati | Gregorio Lavilla | Ducati |

## Slutställning
| Plats | Förare           | Märke  | Poäng |
| ----- | ---------------- | ------ | ----- |
| 1     | Ryuichi Kiyonari | Honda  | 433   |
| 2     | Jonathan Rea     | Honda  | 407   |
| 3     | Leon Haslam      | Ducati | 387   |
| 4     | Gregorio Lavilla | Ducati | 368   |
| 5     | Shane Byrne      | Honda  | 293   |
| 6     | Tom Sykes        | Suzuki | 279   |